# Ubaldo Calabresi
(Papa Francesco)
Ubaldo Calabresi (Sezze, 24 dicembre 1924 – Roma, 14 giugno 2004) è stato un arcivescovo cattolico italiano.

## Biografia
È nato a Sezze, allora sede vescovile in provincia di Roma, il 24 dicembre 1924. Era il quarto dei sei figli di Paolo Augusto e Filomena Arcese. La sua era una famiglia di contadini.

### Formazione e ministero sacerdotale
Dopo gli studi nel Seminario minore interdiocesano di Sezze e nel Pontificio Seminario Romano Maggiore di Roma, è stato ordinato presbitero nella basilica di San Giovanni in Laterano il 27 marzo 1948 per la diocesi di Sezze. Nel 1951, vinte le resistenze del suo vescovo, è stato ammesso alla Pontificia Accademia Ecclesiastica e nel 1954 ha iniziato il suo servizio diplomatico presso la seconda sezione della segreteria di Stato della Santa Sede.
La prima missione all'estero è stata in Nicaragua nel 1955: da qui fa la spola con il vicino Honduras, in una situazione complessa, contrassegnata da una politica interna autoritaria, dove la Chiesa trova forti resistenze nei governi nazionali.
Nel 1956 è stato inviato in Argentina dove ricopre l'incarico di segretario della nunziatura apostolica per tre anni; lì è giunto dopo la caduta di Juan Peron, ha vissuto la presidenza del generale Pedro Eugenio Aramburu (1955-1958) e quella costituzionale di Arturo Frondizi (1958-1962).
Dopo la morte del nunzio apostolico Mario Zanin, è stato trasferito a Leopoldville, attuale Kinshasa, dove è stato addetto alla delegazione apostolica del Congo Belga e del Ruanda-Urundi (1959-1963) ed incaricato d'affari. In quegli anni il Congo Belga ha raggiunto l'indipendenza, ma era dilaniato dalle lotte interne, che hanno portato al potere il colonnello Mobutu Sese Seko e che sono culminate nel massacro di tredici militari italiani.
Nel 1964 è stato trasferito in Europa, come uditore delle rappresentanze del Belgio e del Lussemburgo e poi, nel 1968, nella delegazione apostolica negli Stati Uniti d'America per un anno.

### Ministero episcopale
Il 3 luglio 1969 papa Paolo VI lo ha nominato arcivescovo titolare di Fondi e delegato apostolico in Sudan e nella Regione del Mar Rosso, con sede a Karthoum; ha ricevuto l'ordinazione episcopale a Roma, nella cappella del Pontificio Seminario Romano Maggiore, il 28 settembre successivo dal cardinale Jean-Marie Villot, coconsacranti gli arcivescovi Sergio Pignedoli (poi cardinale) ed Arrigo Pintonello.
Nel 1972, dopo aver firmato gli accordi di Addis Abeba per la pacificazione nazionale, le autorità statali del Sudan hanno deciso di stabilire rapporti diplomatici con la Santa Sede; il 29 aprile ne è divenuto primo pro-nunzio apostolico, cumulando il precedente incarico nei confronti degli altri paesi dell'area a lui affidata nel 1969. Al lavoro per il Sudan, affiancava quindi a responsabilità nelle nazioni vicine, comprese nel vasto territorio denominato regione del Mar Rosso, comprendente anche i territori della penisola arabica, aree nelle quali ha ottenuto l'erezione di chiese per cristiani e di una casa delle religiose di madre Teresa di Calcutta.
In Somalia, ha trattato per ridurre gli effetti della decisione unilaterale del governo del presidente Siad Barre, di confiscare tutte le scuole operanti sul territorio.
Nel Gibuti, allora chiamato “Territorio francese degli Afar e degli Issa” la situazione era nel pieno della lotta per l'indipendenza, concessa poi dalla Francia nel 1977; mons. Calabresi ha portato il messaggio autografo di papa Paolo VI al presidente del nuovo stato Hassan Gouled Aptidon.
Il 5 gennaio 1978 papa Paolo VI lo ha inviato di nuovo in America Latina come nunzio apostolico in Venezuela, dove la situazione interna era mediamente positiva; in questo periodo si segnala la sua presenza a Bogotà per prender parte alla trattativa per la liberazione di alcuni ostaggi, tra cui il nunzio apostolico in Colombia Angelo Acerbi.
Il 21 marzo 1981 papa Giovanni Paolo II lo ha nominato nunzio apostolico in Argentina; il 23 marzo seguente presenta le lettere credenziali al capo dello stato Jorge Rafael Videla. Il 29 marzo, il generale Roberto Eduardo Viola succede a Videla, ma già alla fine di dicembre anche Viola viene sostituito dalla giunta militare con il generale Leopoldo Galtieri che, nel 1982, ha ordinato l'occupazione delle isole Falkland-Malvinas, annesse nel 1833 dalla Gran Bretagna. In questa occasione ha organizzato la prima visita di papa Giovanni Paolo II in Argentina. Successivamente il suo apporto è volto a scongiurare una grave crisi tra Argentina e Cile; grazie all'intervento del presidente del Venezuela Carlos Andrés Pérez, con la collaborazione dell'allora arcivescovo nunzio apostolico in Cile Angelo Sodano. La trattativa ebbe una definitiva accelerazione solo successivamente, con l'elezione del presidente Raúl Ricardo Alfonsín. La presenza di monsignor Ubaldo Calabresi in Argentina è stata caratterizzata dalla gestione di avvenimenti tragici e tumultuosi e la capacità di tessere, senza visibilità clamorose, la ricucitura di gravi crisi, sia interne che dai risvolti internazionali. Un ruolo reso particolarmente complesso dalla necessità di mediazione con interlocutori responsabili delle recenti tragedie del paese.
Nel 1992 è stato coconsacrante principale di Jorge Mario Bergoglio (poi papa Francesco), allora vescovo ausiliare di Buenos Aires; quando nel 1998 è occorso sostituire il cardinale Antonio Quarracino alla guida dell'arcidiocesi, Calabresi è stato un sostenitore del futuro pontefice facendolo nominare coadiutore, una tappa fondamentale per la successiva creazione cardinalizia avvenuta nel 2001.
Il 4 marzo 2000 papa Giovanni Paolo II ha accolto le sue dimissioni per raggiunti limiti di età; perciò è tornato in Italia, restando a disposizione della segreteria di Stato della Santa Sede per le problematiche riguardanti le Chiese e le nazioni dell'America Latina.
Da tempo colpito dalla malattia di Parkinson, è morto all'ospedale San Raffaele di Roma alle 8:30 del 14 giugno 2004 all'età di 79 anni. Le esequie si tennero il 16 giugno nella chiesa di Santa Maria del Suffragio a Roma e furono presiedute da monsignor Leonardo Sandri, sostituto per gli affari generali della Segreteria di Stato della Santa Sede. Nel pomeriggio dello stesso giorno la salma fu sepolta nel cimitero del suo paese natale.

## Genealogia episcopale e successione apostolica
La genealogia episcopale è:
- Cardinale Scipione Rebiba
- Cardinale Giulio Antonio Santori
- Cardinale Girolamo Bernerio, O.P.
- Arcivescovo Galeazzo Sanvitale
- Cardinale Ludovico Ludovisi
- Cardinale Luigi Caetani
- Cardinale Ulderico Carpegna
- Cardinale Paluzzo Paluzzi Altieri degli Albertoni
- Papa Benedetto XIII
- Papa Benedetto XIV
- Papa Clemente XIII
- Cardinale Giovanni Francesco Albani
- Cardinale Carlo Rezzonico
- Cardinale Antonio Dugnani
- Arcivescovo Jean-Charles de Coucy
- Cardinale Gustave-Maximilien-Juste de Croÿ-Solre
- Vescovo Charles-Auguste-Marie-Joseph Forbin-Janson
- Cardinale François-Auguste-Ferdinand Donnet
- Vescovo Charles-Emile Freppel
- Cardinale Louis-Henri-Joseph Luçon
- Cardinale Charles-Henri-Joseph Binet
- Cardinale Maurice Feltin
- Cardinale Jean-Marie Villot
- Arcivescovo Ubaldo Calabresi

La successione apostolica è:
- Vescovo Gabriel Dwatuka Wagi (1976)
- Vescovo José Vicente Conejero Gallego (1997)